# Hibiscus martianus
Hibiscus martianus är en malvaväxtart som beskrevs av Joseph Gerhard Zuccarini. Hibiscus martianus ingår i Hibiskussläktet som ingår i familjen malvaväxter. Inga underarter finns listade i Catalogue of Life.

## Bildgalleri

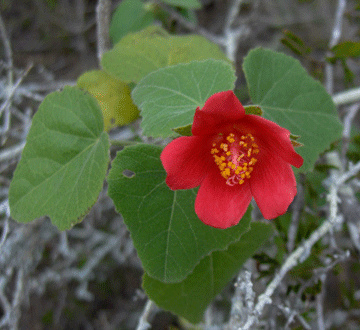